# Крченик
Крченик (до 1991. Крченик Мославачки) је насељено место у саставу општине Подравска Мославина у Осјечко-барањској жупанији, Република Хрватска.

## Историја
До територијалне реорганизације у Хрватској налазио се у саставу старе општине Доњи Михољац.

## Становништво
На попису становништва 2011. године, Крченик је имао 334 становника.

## Попис1991.
На попису становништва 1991. године, насељено место Крченик Мославачки је имало 533 становника, следећег националног састава:
| Попис 1991.‍  | Попис 1991.‍  | Попис 1991.‍ | Попис 1991.‍ | Попис 1991.‍ |
| ------------ | ------------ | ----------- | ----------- | ----------- |
|              |              |             |             |             |
| Хрвати       | Хрвати       |             | 502         | 94,18%      |
| Срби         | Срби         |             | 15          | 2,81%       |
| Југословени  | Југословени  |             | 3           | 0,56%       |
| Муслимани    | Муслимани    |             | 1           | 0,18%       |
| Словенци     | Словенци     |             | 1           | 0,18%       |
| неопредељени | неопредељени |             | 9           | 1,68%       |
| непознато    | непознато    |             | 2           | 0,37%       |
| укупно: 533  |              |             |             |             |